# 收租者競技俱樂部
收租者競技俱樂部(Club Atlético Rentistas）是一支位於烏拉圭蒙特維多的職業足球會，目前於烏拉圭足球甲級聯賽角逐。隊名中Atlético Rentistas是西班牙語，Rentistas有「收租者」之意，Atlético意思是「競技」。

## 榮譽
- 烏拉圭足球乙級聯賽: 4

1971, 1988, 1996, 2011

## 外部連結
- Official website
- Fans Website of C.A. Rentistas （页面存档备份，存于）